# Hylomyscus parvus
Hylomyscus parvus là một loài động vật có vú trong họ Chuột, bộ Gặm nhấm. Loài này được Brosset, Dubost, & Heim de Balsac mô tả năm 1965.